# Sønnen fra Amerika
Sønnen fra Amerika er en dansk film fra 1957 og en nyindspilning af Niels Pind og hans dreng fra 1941. Filmen er skrevet af Paul Sarauw og Jon Iversen, der også har instrueret.
Filmen er oprindelig baseret på Johan Skjoldborgs skuespil Ideale magter fra 1911, som blev filmatiseret første gang i 1941 under titlen Niels Pind og hans dreng.

## Medvirkende
- Peter Malberg
- Poul Reichhardt
- Emil Hass Christensen
- Lisbeth Movin
- Sigrid Horne-Rasmussen
- Kjeld Petersen
- Holger Juul Hansen
- Louis Miehe-Renard
- Knud Heglund
- Helga Frier
- Preben Kaas
- Preben Lerdorff Rye
- Henry Nielsen
- Bjørn Puggaard-Müller
- Lise Thomsen
- Carl Ottosen